# Lusizo Makhubela-Mashele
Lusizo Sharon Makhubela-Mashele é uma política sul-africana e membro do Parlamento (MP) na Assembleia Nacional do Congresso Nacional Africano.

## Carreira
Makhubela-Mashele ficou em 115º lugar na lista nacional do ANC para as eleições gerais de abril de 2009. Ela foi eleita para a Assembleia Nacional da África do Sul quando o ANC conquistou 267 cadeiras. Ela tomou posse como MP no dia 6 de maio de 2009. Durante o seu primeiro mandato, ela foi membro dos comités de portefólio de saúde e trabalho. Makhubela-Mashele também foi uma whip na Comissão de Portfólio de Turismo.
Antes das eleições gerais de 2014, ela subiu na lista do ANC e ocupou a 60ª posição. Ela foi reeleita, e prestou juramento para um segundo mandato no dia 21 de maio de 2014. Em 20 de junho de 2014, tornou-se membro da Comissão do Portefólio de Energia e whip da Comissão do Portefólio de Turismo. Ela actuou no Comité do Portefólio de Energia até outubro de 2016.
Em 30 de maio de 2018, Makhubela-Mashele foi eleita presidente do Comité de Portefólio de Turismo. Ela foi colocada em 5º lugar na lista regional-nacional de Mpumalanga do ANC para as eleições gerais de maio de 2019 e foi reeleita. Ela agora é um membro ordinário do Comité de Portefólio de Turismo.